# Lasiococca symphyllifolia
Lasiococca symphyllifolia är en törelväxtart som först beskrevs av Wilhelm Sulpiz Kurz, och fick sitt nu gällande namn av Joseph Dalton Hooker. Lasiococca symphyllifolia ingår i släktet Lasiococca och familjen törelväxter.
Artens utbredningsområde är Sikkim. Inga underarter finns listade i Catalogue of Life.